# درخت‌بری

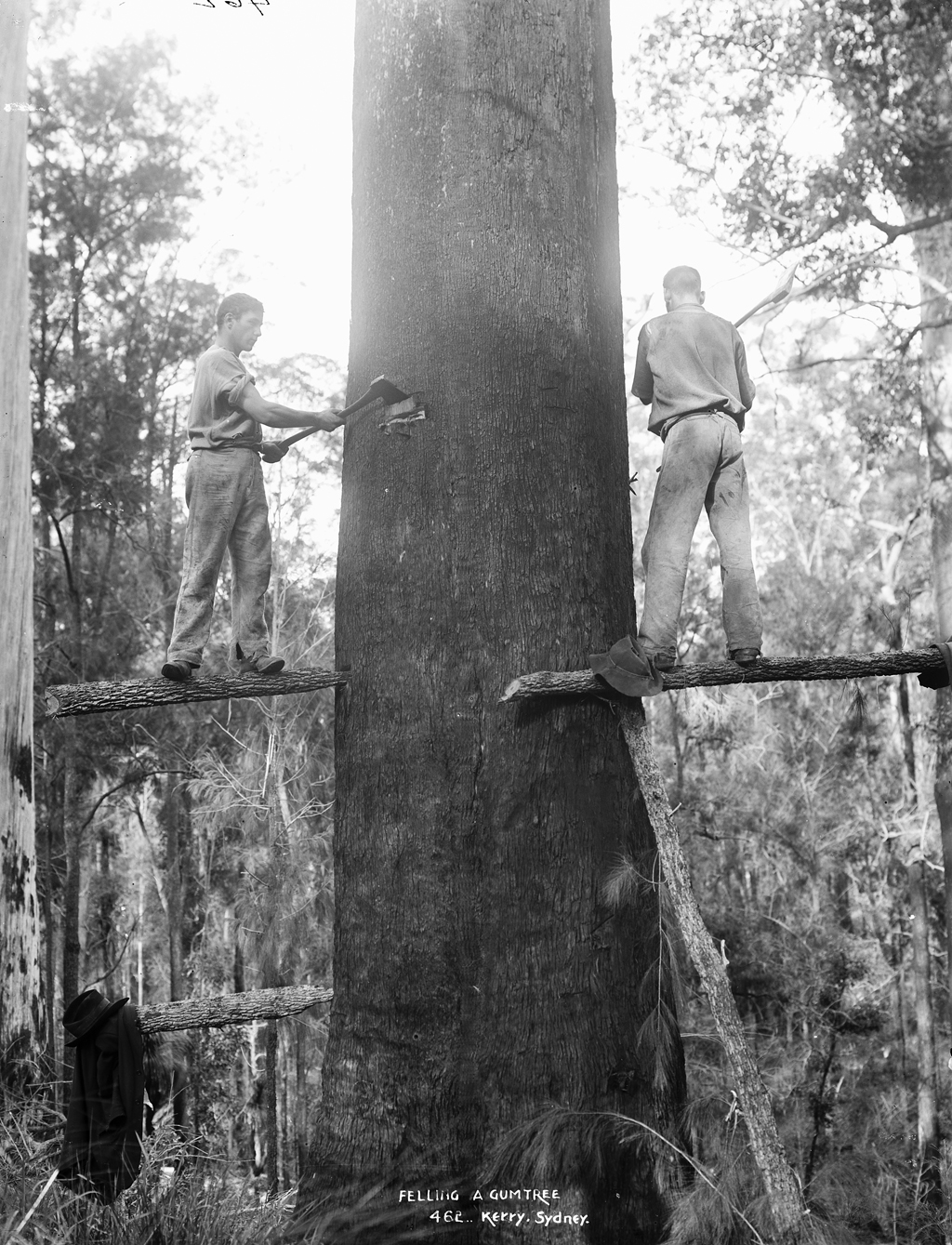
درخت‌بران سرگرم بریدن یک درخت زبان گنجشک استرالیایی سال‌های ۱۹۱۷–۱۸۸۴

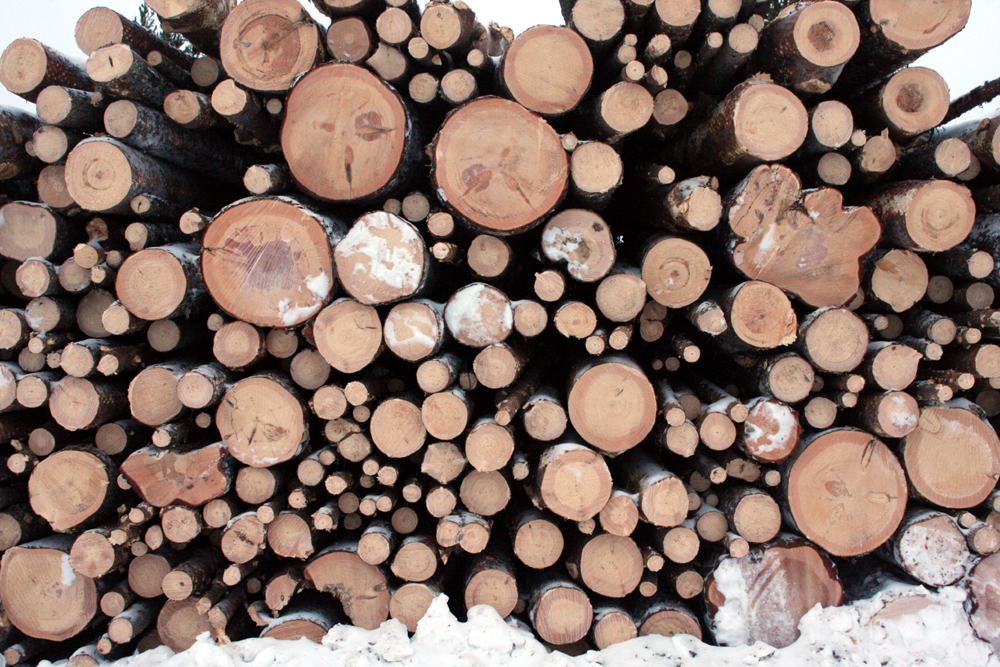
چوب مخصوص ساخت کاغذ آماده بار زدن و انتقال

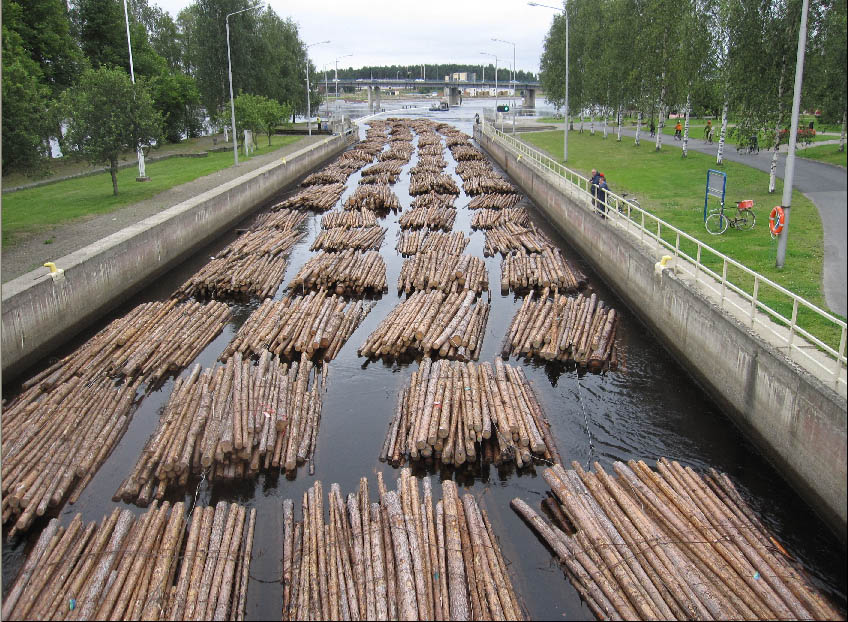
قایقرانی الوار در کانال یوئنسو فنلاند در سال ۲۰۰۹

درخت‌بری رشته فعالیت‌هایی است که دربرگیرنده بریدن درخت، لغزاندن و سراندن تنه درخت، فرآوری در محل، بارگیری تنه درخت یا الوار بر روی کامیون یا واگن قطار است.
کارگر درخت‌بر و الوارسازی را اصطلاحاً چوب‌بُر یا درخت‌انداز می‌نامند.
در جنگلداری اصطلاح درخت بری گاهی برای جابجایی درخت از ریشه به جایی خارج از جنگل، معمولاً یک کارخانه اره برقی یا حیاط الوار استفاده می‌شود. با این حال، در استفاده رایج، این اصطلاح ممکن است طیف وسیعی از فعالیت‌های جنگلداری یا گلخانه ای را پوشش دهد.